# 光藍社
株式会社光藍社（こうらんしゃ）は、レニングラード国立バレエを毎年招聘するなど、クラシックバレエやオペラ、室内楽やオーケストラなどの各種イベント公演の企画・制作から運営管理に至るまでを一貫して実施。
他にもモスクワ・クラシック・バレエ団やプラハ国立劇場オペラなどの公演実績を有する。チケット販売も行っている。

## 沿革
- 1980年7月 - 設立。
- 2006年8月 - 株式会社CHINTAIの子会社化。

## 演目

### バレエ
| 2019年夏公演   | 親子で楽しむ夏休みバレエまつり 〜ロシア4大バレエ劇場の競演〜                                          |
| 2019年夏公演   | 華麗なるクラシックバレエ・ハイライト 〜ロシア4大バレエ劇場の競演〜                                    |
| 2019年夏公演   | 「親子で楽しむ夏休みバレエまつり」ダンサーによるファンミーティング                                    |
| 2018年冬公演   | キエフ・バレエ ―タラス･シェフチェンコ記念ウクライナ国立バレエ―                                        |
| 2018年夏公演   | ロシア・バレエ・ガラ2018                                                                              |
| 2018年夏公演   | 親子で楽しむ夏休みバレエまつり キエフ・バレエ 〜タラス･シェフチェンコ記念ウクライナ国立バレエ〜       |
| 2018年夏公演   | 華麗なるクラシックバレエ・ハイライト キエフ・バレエ 〜タラス･シェフチェンコ記念ウクライナ国立バレエ〜 |
| 2018年冬公演   | キエフ・バレエ ―タラス･シェフチェンコ記念ウクライナ国立バレエ―                                        |
| 2018年冬公演   | キエフ・オペラ 〜ウクライナ国立歌劇場〜                                                               |
| 2017年冬公演   | ロシア国立モスクワ・クラシック・バレエ ―くるみ割り人形―                                               |
| 2017年冬公演   | オール・オブ・クラシック プレミアムコンサート ―オペラ＆オーケストラ＆バレエ―                          |
| 2017年夏公演   | 信長 ―NOBUNAGA―                                                                                       |
| 2016年冬公演   | オペラ・ヴェルディ歌劇場                                                                              |
| 2016年夏公演   | バレエの巨匠たち マトヴィエンコ＆ルジマトフ                                                           |
| 2016年新春公演 | ミハイロフスキー劇場バレエ（旧レニングラード国立バレエ）                                              |
| 2015年冬公演   | ロシア国立サンクトペテルブルグ・アカデミー・バレエ くるみ割り人形                                     |
| 2015年冬公演   | 親子で楽しむ年末バレエ･ガラ･コンサートロシア国立サンクトペテルブルグ・アカデミー・バレエ              |
| 2015年秋公演   | ポーランド国立ワルシャワ室内歌劇場オペラ                                                              |
| 2015年秋公演   | サンクトペテルブルグ・バレエ・シアター                                                                |
| 2015年夏公演   | 眠りの森の美女 キエフ・クラシック・バレエ                                                             |
| 2015年夏公演   | チャイコフスキー3大バレエ・ハイライト キエフ・クラシック・バレエ                                      |
| 2014年夏公演   | エロール・バレエ 〜メン・イン・ピンク・タイツ〜                                                       |
| 2014年夏公演   | 白鳥の湖 〜キエフ・クラシック・バレエ〜                                                               |
| 2013年冬公演   | ロシア国立 モスクワ・クラシック・バレエ                                                               |
| 2013年新春公演 | フィガロの結婚 ―プラハ国立劇場オペラ―                                                                 |
| 2013年夏公演   | バレエの神髄                                                                                          |
| 2012年冬公演   | 「中国国立 上海バレエ団」                                                                             |

### コンサート
| 2019年新春公演 | チェコ国立ブルノ・フィルハーモニー管弦楽団                                     |
| 2019年新春公演 | ウィンナー・ワルツ・オーケストラ 〜宮殿祝賀コンサート〜                        |
| 2018年冬公演   | クリスマス・スペシャル・クラシックス ウクライナ国立歌劇場管弦楽団              |
| 2018年冬公演   | 第九＆第七 ウクライナ国立歌劇場管弦楽団                                        |
| 2018年冬公演   | クリスマス/アヴェ・マリア サンクトペテルブルグ室内合奏団                       |
| 2018年冬公演   | 聖夜のトランペット 〜クリスマス・スペシャル・コンサート〜                      |
| 2018年冬公演   | サンドロ・クトゥレーロ presents超絶！ヤヴォルカイ兄弟のピアノ三重奏            |
| 2018年冬公演   | サンクトペテルブルグ室内合奏団 〜名曲でめぐる弦楽器の世界〜                    |
| 2018年冬公演   | ウクライナ国立歌劇場管弦楽団 クリスマス・スペシャル・クラシックス              |
| 2018年秋公演   | セルゲイ・レーディキン ピアノ・リサイタル                                      |
| 2017年冬公演   | 聖夜のトランペット クリスマス・スペシャル・コンサート                          |
| 2017年冬公演   | オール・オブ・クラシック プレミアムコンサート 〜オペラ＆オーケストラ＆バレエ〜 |
| 2016年秋公演   | ライプツィヒ室内管弦楽団                                                       |
| 2016年新春公演 | モスクワ国立交響楽団                                                           |
| 2015年冬公演   | ロンドン・トリニティ少年合唱団                                                 |
| 2015年秋公演   | チェコ国立ブルノ・フィルハーモニー管弦楽団                                     |
| 2015年秋公演   | ダニール・ハリトーノフ ピアノ・リサイタル                                      |
| 2015年夏公演   | オー・ソレ・ミオ 素晴らしきナポリ音楽とカンツォーネ                            |
| 2015年新春公演 | ミハイロフスキー劇場管弦楽団 オール・チャイコフスキー・プログラム              |
| 2015年新春公演 | 華麗なるショパン フランソワ・デュモン ピアノ・リサイタル                       |
| 2014年冬公演   | バレエ版 クリスマス・スペシャル・クラシックス チャイコフスキー3大バレエ組曲    |
| 2014年秋公演   | 華麗なるロシア音楽 キエフ国立交響楽団                                          |
| 2014年秋公演   | ウラジーミル・ミシュク ピアノ・リサイタル ミシュクの「熱情」                   |
| 2014年秋公演   | ミュンヘン・バッハ管弦楽団                                                     |
| 2014年春公演   | 奇跡の歌声 リナ・ヴァスタ                                                      |
| 2013年冬公演   | 聖ソフィア・シュトラウス・オーケストラ ニューイヤー・スペシャル・コンサート    |
| 2013年冬公演   | 今年の鬱憤、今年に晴らせ！ 〜ウクライナ国立歌劇場管弦楽団〜                    |
| 2013年冬公演   | クリスマス サウンド from ハワイ                                                |
| 2013年冬公演   | クリスマス サウンド from アイルランド                                          |